# Laurens Ober
Laurens Ober (* 28. Februar 1995 in Linz) ist ein österreichischer Eishockeyspieler, der seit 2014 beim EHC Linz in der österreichischen Eishockey-Liga unter Vertrag steht und für deren Farmteam in der Alps Hockey League spielt.

## Karriere
Laurens Ober begann seine Karriere beim EHC Linz und spielt dort seit der Saison 2014/15 in der Kampfmannschaft.

## Karrierestatistik
(Legende zur Spielerstatistik: Sp oder GP = absolvierte Spiele; T oder G = erzielte Tore; V oder A = erzielte Assists; Pkt oder Pts = erzielte Scorerpunkte; SM oder PIM = erhaltene Strafminuten; +/− = Plus/Minus-Bilanz; PP = erzielte Überzahltore; SH = erzielte Unterzahltore; GW = erzielte Siegtore; 1 Play-downs/Relegation; Kursiv: Statistik nicht vollständig)